# Helmut Kostorz
 Helmut Kostorz  (* 17. Februar 1912 in Kattowitz, Oberschlesien; † 22. Juli 1986 in Salzgitter) war ein deutscher Politiker (NSDAP, CDU) und Abgeordneter des Niedersächsischen Landtages.

## Leben
Kostorz besuchte die Minderheitenschule und erlernte das Ofensetzerhandwerk. In diesem Beruf machte er sich 1936 selbständig. Er war ein führendes Mitglied in der deutschen Volksgruppe in Polen. Ab 1937 arbeitete er mit dem Sicherheitsdienstes der SS in der Region Katowice zusammen. Im August 1939 gehörte er zum Freikorps Ebbinghaus.
Nach der Besetzung Ost-Oberschlesiens mit Beginn des Zweiten Weltkriegs beantragte er am 13. Oktober 1940 die Aufnahme in die NSDAP und wurde zum 1. Dezember desselben Jahres aufgenommen (Mitgliedsnummer 7.854.306). Er wurde Ortsgruppenleiter der Partei und war im Rat der Stadt Kattowitz tätig. Er wurde zudem Kreishandwerksmeister von Kattowitz-Stadt und -Land sowie Bezirksinnungsmeister der Berufssparte in Oberschlesien. Der Historiker Peter Klausch kommt in seiner Ausarbeitung zu dem Ergebnis, dass Kostorz versuchte, seine Ämter dazu zu nutzen, sich persönlich zu bereichern, insbesondere durch die versuchte Übernahme einer Eisenwarengroßhandlung, die von ihrem jüdischer Eigentümer beschlagnahmt worden war.
1942 wurde er zur Wehrmacht eingezogen. 1943 wurde er Sportredakteur der Krakauer Zeitung, die für die deutschen Besatzer im Generalgouvernement Polen herausgegeben wurde. 1944 wurde er aufgrund einer Verwundung vorübergehend vom Militärdienst beurlaubt, während seiner Freistellung wurde er wieder als NSDAP-Ortsgruppenleiter in Kattowitz eingesetzt. Von 1945 bis 1947 befand er sich in Kriegsgefangenschaft. Nach seiner Entlassung und der Vertreibung zog er nach Niedersachsen und kümmerte er sich um den Wiederaufbau einer eigenen Existenz. Daneben machte er aktive Vertriebenenarbeit, dabei war er ab 1951 stellvertretender Landesvorsitzender der Landsmannschaft Schlesien, Vorsitzender des Arbeitskreises Ost-Oberschlesien in der Landsmannschaft Schlesien und Mitglied im Bundesvorstand. Er war Mitglied des Landesverbandes Oder/Neiße der CDU und stellvertretender Landesvorsitzender des Vertriebenenausschusses des Landesverbandes der CDU in Braunschweig.
Kostorz war Mitglied des Niedersächsischen Landtages der vierten und fünften Wahlperiode vom 6. Mai 1959 bis zum 5. Juni 1967. Er starb am 22. Juli 1986 in Salzgitter.